# Aut dedere aut judicare
Aut dedere aut judicare es una locución latina, que significa "o extraditar o juzgar", utilizada en el Derecho internacional. 
Es un principio general en el Derecho internacional contemporáneo, que establece la obligación de los Estados de extraditar o, en su defecto, extender su jurisdicción, es decir, juzgar, determinadas situaciones e infracciones que la comunidad internacional considera especialmente graves.
Este precepto puede encuadrarse dentro de las normas de la estructura comunitaria. Esta estructura es la que engloba a las normas que tratan de proteger los valores fundamentales aceptados por la comunidad internacional en su conjunto.
Este principio aparece conectado con el principio de justicia universal.